# Ein Koffer für die letzte Reise
Ein Koffer für die letzte Reise ist eine Wanderausstellung zum Thema Tod, die seit 2006 in Deutschland, Österreich, der Schweiz, Russland und Mexiko gezeigt wird. Idee und Entwurf stammen vom Autor, Bestatter und Trauerbegleiter Fritz Roth. Gegenstand der Ausstellung ist die Endlichkeit des Lebens und dokumentiert den subjektiven Umgang mit dem Tod.

## Projekt
Fritz Roth hatte in Vorbereitung seines Kunstprojektes etwa 6000 Menschen in Deutschland mit der Bitte um Beteiligung angeschrieben, von denen er 103 auswählte. Diese erhielten im Jahr 2005 gleiche Koffer mit den Maßen 35 × 55 cm, verbunden mit der Aufforderung, sie innerhalb von zwei Monaten symbolisch für ihre letzte Reise mit Dingen, die das Leben desjenigen unverwechselbar mache, zu packen. Jedem Koffer ist ein Steckbrief des Menschen, der ihn gepackt hatte, beigelegt, der neben Alter und Beruf die persönlichen Notizen und Gedankengänge beim Kofferpacken festhält und Auskunft über den ausgewählten Kofferinhalt gibt. Neben persönlichen Gegenständen wie etwa Familienphotos oder Pfeife, wählten viele Beteiligte symbolische Exponate, wie die eigenen in Sand gegossenen Fußspuren oder ein Skelett mit Totenschädel. Einige Koffer wurden auch leer zurückgegeben.
Am 15. Januar 2006 wurde der Film Einmal Jenseits und zurück von Phillip Engel, der Entstehung und Verlauf des Kunstprojekts zeigt, in der ARD erstausgestrahlt. Exemplarisch begleitet er zwei der Beteiligten, einen 64-jährigen Metzgermeister und eine 25-jährige Designstudentin.
Das 2006 erschienene Buch Einmal Jenseits und zurück: Ein Koffer für die letzte Reise von Fritz Roth dokumentiert das Kunstprojekt.
Erstmals ausgestellt wurden die Koffer am 19. Mai 2006 in Roths Heimatort Bergisch Gladbach. Seitdem wurden sie als Wanderausstellung deutschlandweit sowie in Luzern, Wien, Moskau und Mexiko gezeigt, ergänzt um weitere Koffer aus den jeweiligen Ausstellungsorten. Für die Moskauer Ausstellung im Rahmen des Deutschlandjahres des Goethe-Instituts in Russland wurde 2013 die Ausstellung um 50 Koffer von russischen Teilnehmern erweitert. Für das Deutschlandjahr 2016 in Mexiko-Stadt wurde das Konzept beibehalten und jeweils 50 Koffer aus Deutschland und 50 aus Mexiko ausgestellt.

## Beteiligte
Am Projekt beteiligt sind neben nichtprominenten Menschen verschiedener Berufsgruppen und unterschiedlichen Alters auch bekannte Personen, wie der Journalist Franz Alt, Schriftstellerin und Journalistin Susanne Fröhlich, Kabarettist Jürgen Becker, Künstler und Autor Horst Tress, Journalist und Schriftsteller Alexander Graf von Schönburg-Glauchau und Gert Scobel, der Künstler Knopp Ferro, der Künstler und Musiker Jürgen Schmitt, Musiker Stephan Maria Glöckner, Dokumentarfilmer Andreas Kieling, Popsänger und Songschreiber Purple Schulz, Sternekoch Hans Stefan Steinheuer, Florist Gregor Lersch, Theologe Manfred Becker-Huberti, Pflegewissenschaftlerin Christel Bienstein, Paulus Terwitte, Intendantin des Rundfunks Berlin-Brandenburg Dagmar Reim, die Moderatoren Volker Wieprecht, Astrid Frohloff, Sascha Hingst und Barbara Stöckl, Domkapitular in Wien Anton Faber, die Politiker Waltraud Klasnic, Marc Jan Eumann, Peter Paul Ahrens, Dagmar Freitag, Thorsten Schick, Michael Scheffler, Stefan Mörsdorf, Stephan Toscani und Reinhold Hilbers, Anatom, Wissenschaftler und Unternehmer Gunther von Hagens und Sterbebeistands- und Ethikforscher Franco Rest.

## Wanderausstellung (Auswahl)
- 2024: Niederrheinisches Freilichtmuseum in Grefrath (fünf Koffer im Rahmen der Sonderausstellung „Leben mit dem Tod - Über Abschied, Tod und Trauer“)
- 2022: Museum im Schloss Pyrmont in Bad Pyrmont[19]
- 2020: Basilika des Klosters Eberbach in Eltville am Rhein
- 2019: St. Jakobi in Chemnitz
- 2018: St. Augustinus in Nordhorn;  Unser Lieben Frauen Bremen
- 2017: Museo de Arte de Sonora in Hermosillo, Mexiko
- 2016: Museo de Arte Popular in Mexiko-Stadt
- 2015: St. Thomas Morus in Schwerte-Villigst
- 2014: freiraum MuseumsQuartier in Wien;[20] Alte Pumpstation in  Haan[21]
- 2013: St. Karl in Luzern; Manege in Moskau unter dem Titel Mein wichtigster Koffer; Museum im Ritterhaus in Offenburg;[22] Erlöserkirche Erding
- 2012: Altes Rathaus in Moers; Katholische Akademie Stapelfeld in Cloppenburg;  Kapelle der Kaiser-Wilhelm-Gedächtniskirche in Berlin
- 2011: Untere Rathaushalle in Bremen; Potsdamer Bahnhofspassagen; Karmelitenkirche München[23]
- 2010: Anton-Heinen-Haus in Bergheim; Spanischer Bau des Rathauses Köln
- 2009: Christ-König-Kirche in Bochum,  Niederrheinisches Freilichtmuseum in Grefrath; Kulturkirche Neuruppin; Altes Hallenbad Heidelberg; Haus am Dom in Frankfurt
- 2008: Domschule Osnabrück; Historisches Museum am Hohen Ufer in Hannover;  St.-Marien-Kirche in Herzberg-Elster
- 2007: Köln Messegelände; Kirche St. Petri in  Hamburg